# Sportklub Aich/Dob 2021-2022
Questa voce raccoglie le informazioni riguardanti lo Sportklub Aich/Dob nelle competizioni ufficiali della stagione 2021-2022.

## Organigramma societario
Area direttiva
- Presidente: Alois Opetnik
- Direttore sportivo: Martin Micheu

Area tecnica
- Allenatore: Zvonko Nikolić (fino a febbraio 2022), Bogdan Tănase (da febbraio 2022)
- Allenatore in seconda: Nejc Pušnik

Area sanitaria
- Fisioterapista: Rok Razdevšek, Peter Čebulj

## Rosa
| N° | Nome               | Ruolo | Data di nascita   | Nazionalità sportiva |
| -- | ------------------ | ----- | ----------------- | -------------------- |
| 1  | Christian Rainer   | P     | 8 agosto 1992     | Austria              |
| 3  | Michal Hruška      | C     | 13 marzo 1987     | Slovacchia           |
| 4  | Marek Gergely      | S     | 26 aprile 1999    | Slovacchia           |
| 5  | Manuel Steiner     | L     | 6 giugno 1993     | Austria              |
| 6  | Xander Ketrzynski  | O     | 27 gennaio 2000   | Canada               |
| 7  | Victor Alcântara   | O     | 21 marzo 1998     | Brasile              |
| 8  | Eric Paduretu      | P     | 20 settembre 1999 | Germania             |
| 8  | Jani Jeliazkov     | O     | 15 settembre 1992 | Bulgaria             |
| 9  | Konrad Formela     | S     | 8 marzo 1995      | Polonia              |
| 11 | Marino Marelić     | S     | 16 ottobre 1995   | Croazia              |
| 12 | Noel Krassnig      | S     | 30 settembre 2002 | Austria              |
| 13 | Błażej Podleśny    | P     | 13 settembre 1995 | Polonia              |
| 14 | Jacob Kitzinger    | L     | 21 agosto 2003    | Austria              |
| 15 | André Gama         | S     | 27 settembre 1999 | Brasile              |
| 17 | Nicolai Grabmüller | C     | 18 aprile 1996    | Austria              |
| 18 | Lukas Writz        | S     | 2 marzo 2006      | Austria              |
| 20 | Pedro Frances      | C     | 30 giugno 1989    | Brasile              |